# 10.4×38mm Swiss Rimfire

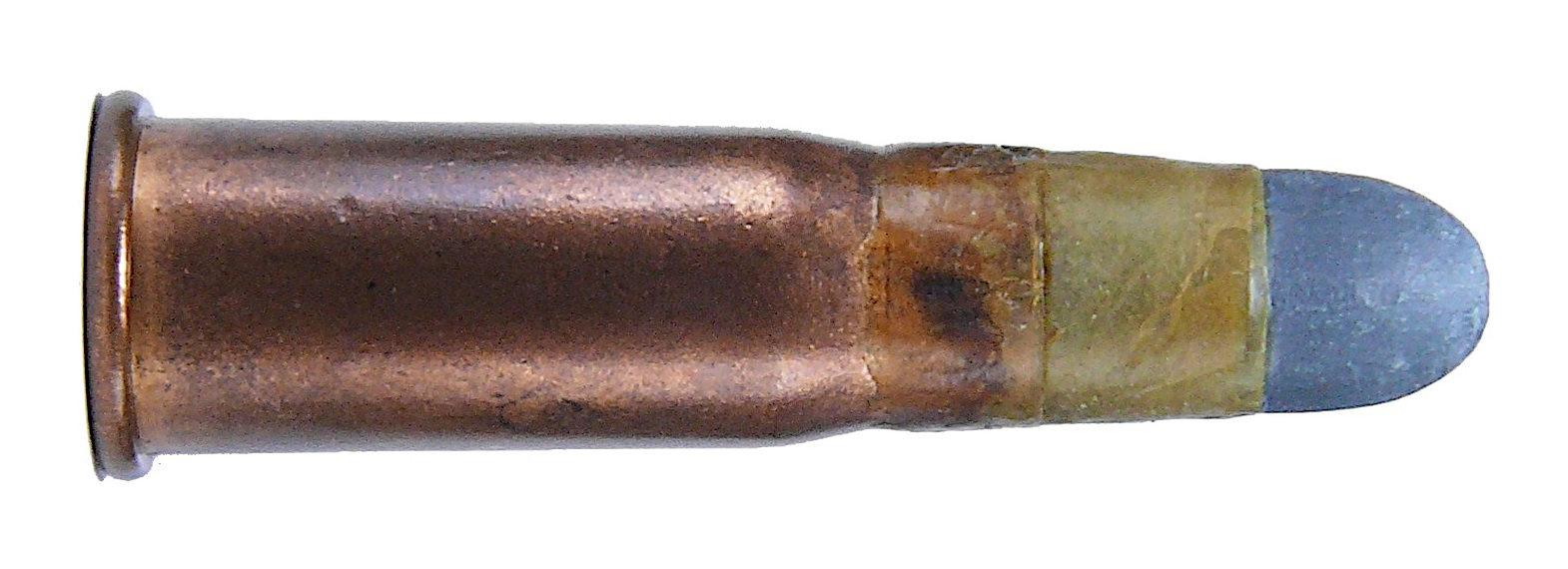
Imagen del cartucho 10.4×38mm Swiss Rimfire.

El .41 Swiss (oficialmente 10.4x38mmR Suizo, diseñado para ser usado en el rifle Swiss Vetterli M69/81 ) es un 0,415 plg (1,05 cm) Cartucho de rifle intermedio de percusión anular de uso militar suizo .

## Historia

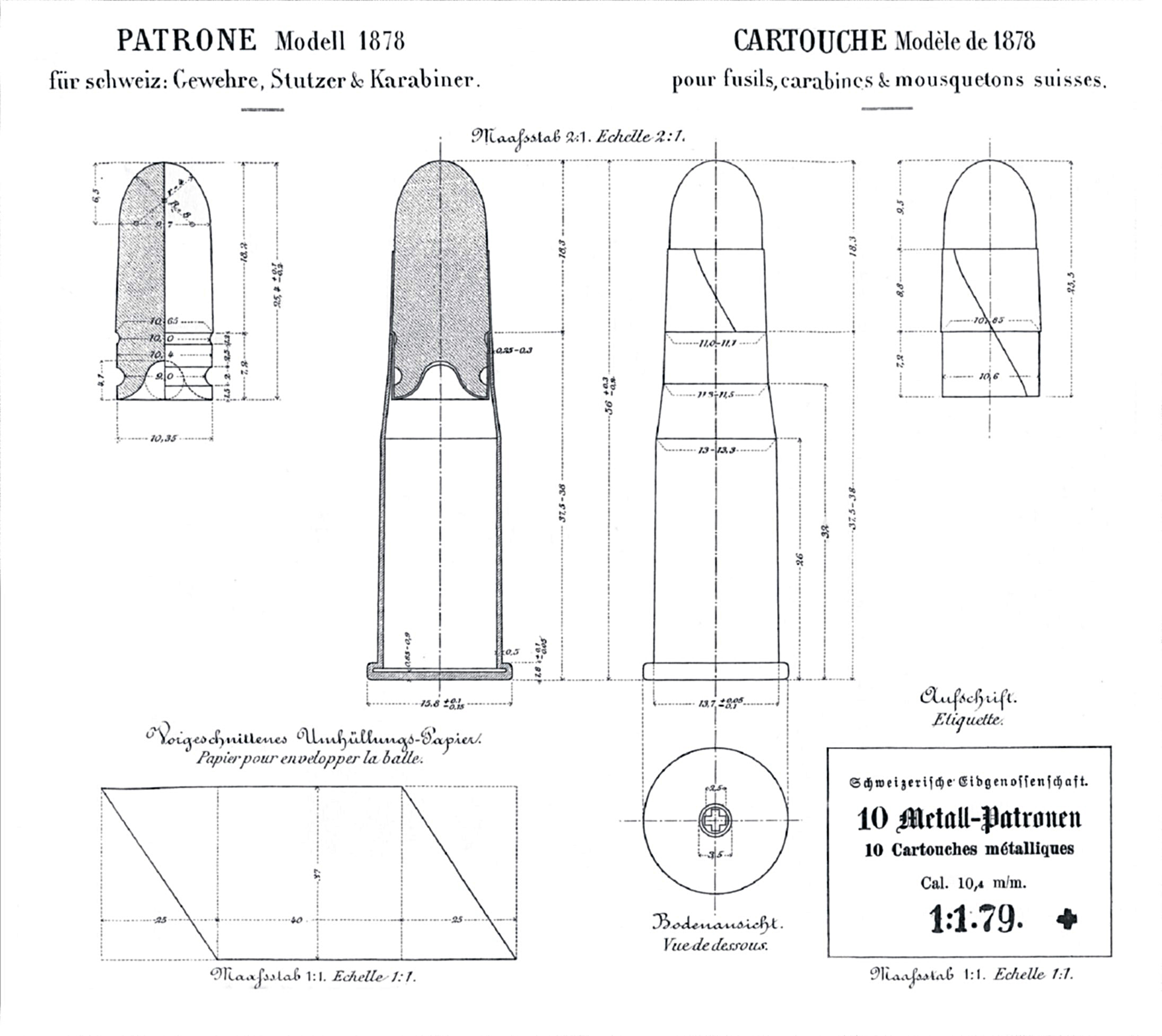
Esquema del.41 Swiss Rimfire

En 1867, el ejército suizo adoptó el 10,4 × 38 mmR como uno de los pocos cartuchos de percusión anular para servicio militar, disparando un proyectil de 313 granos a una velocidad de salida de 1400 pies por segundo, considerándose respetable en comparación con sus contemporáneos. Las armas más populares con recámara para esta munición fueron los rifles Vetterli . 
El .41 Suizo también se usó en el Peabody de 1867. Adoptado en 1869 junto con el rifle de cerrojo giratorio Vetterli, se suspendió, junto con el rifle, en 1889. Con una bala de 334 granos es adecuado para la caza venados sólo a corta distancia.
El cartucho continuó siendo disponible comercialmente en los Estados Unidos hasta después de 1946, con balas de 310 gr cargadas por Winchester (K4154R) ) y balas de plomo de 300 gr cargadas por Remington (R326).